# Velia (Rom)

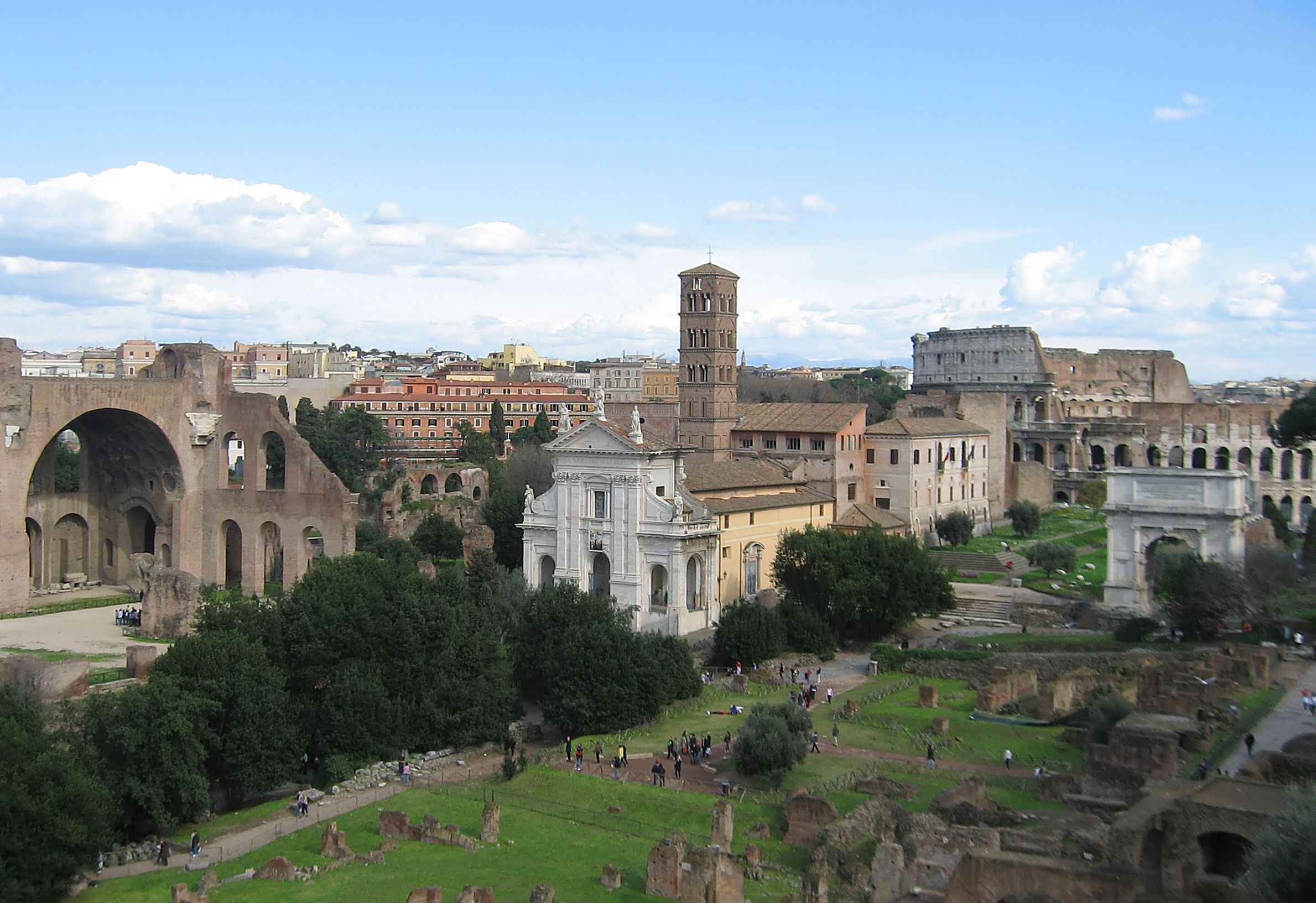
Blick vom Palatin auf den vorgelagerten Hügel Velia mit Maxentiusbasilika, Titusbogen und (verdeckt) Tempel der Venus und der Roma.

Die Velia (selten auch im Plural Veliae) war eine frühzeitig besiedelte Anhöhe in Rom, die nordöstlich an den Palatin stieß und diesen Hügel mit dem Oppius verband. In der älteren Besiedlungsgeschichte war die Velia einer der sieben Hügel Roms, die im Zusammenhang mit dem römischen Fest Septimontium im Dezember unterschieden wurden. Später wurde der Höhenrücken durch die kaiserlichen Bauten fast vollständig eingeebnet (weitere Abtragungen erfolgten unter Benito Mussolini beim Bau der Via dei Fori Imperiali) und wurde nicht mehr zu den sieben Hügeln Roms gerechnet. Die genaue Ausdehnung des als Velia bezeichneten Gebiets ist nicht klar.

Rom im Jahr 753 – Die Velia befindet sich im Norden des Palatin

Auf der Velia wurden frühzeitig Heiligtümer und Ansiedlungen errichtet. Ehemals befanden sich dort der Tempel für Iupiter Stator sowie das Heiligtum (aedes) der Penaten. Erhalten sind Reste des auf dem höchsten Punkt errichteten Tempels der Venus und der Roma, der Titusbogen und die Via Sacra. Neben der Velia wurde auf einer großen, künstlichen Terrasse die Maxentiusbasilika errichtet.

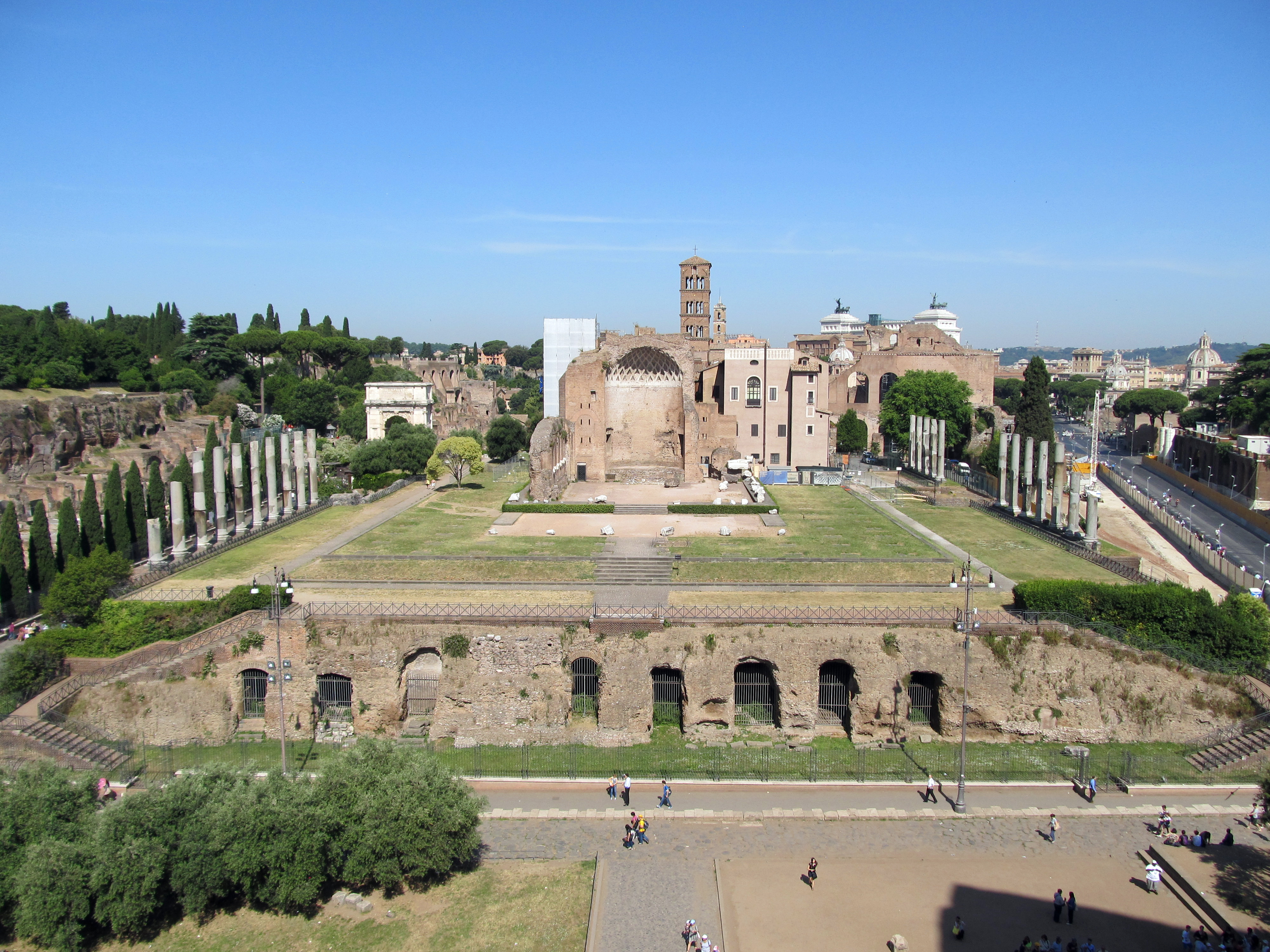
Tempel der Venus und Roma auf dem höchsten Punkt (vom Kolosseum aus)